# Ophiuroconis
Ophiuroconis är ett släkte av ormstjärnor. Ophiuroconis ingår i familjen Ophiolepididae.
Kladogram enligt Catalogue of Life:
| Ophiuroconis | \| \| Ophiuroconis bispinosa \| \| \| \| \| \| Ophiuroconis miliaria \| \| \| \| \| \| Ophiuroconis monolepis \| \| \| \| \| \| Ophiuroconis pulverulenta \| \| \| \| |
|              | \| \| Ophiuroconis bispinosa \| \| \| \| \| \| Ophiuroconis miliaria \| \| \| \| \| \| Ophiuroconis monolepis \| \| \| \| \| \| Ophiuroconis pulverulenta \| \| \| \| |
|              | Amphipholizona |
|              | |
|              | Anophiura |
|              | |
|              | Aspidophiura |
|              | |
|              | Ophioceres |
|              | |
|              | Ophiolepis |
|              | |
|              | Ophiomaria |
|              | |
|              | Ophiomidas |
|              | |
|              | Ophiomusium |
|              | |
|              | Ophioplocus |
|              | |
|              | Ophiothyreus |
|              | |
|              | Ophiotrochus |
|              | |
|              | Ophiozonella |
|              | |
|              | Ophiozonoida |
|              | |
|              | Ophiurodon |
|              | |
|              | Ophiuroconis bispinosa |
|              | |
|              | Ophiuroconis miliaria |
|              | |
|              | Ophiuroconis monolepis |
|              | |
|              | Ophiuroconis pulverulenta |
|              | |

|  | Ophiuroconis bispinosa    |
|  |                           |
|  | Ophiuroconis miliaria     |
|  |                           |
|  | Ophiuroconis monolepis    |
|  |                           |
|  | Ophiuroconis pulverulenta |
|  |                           |